# Maria Zofia von Pfalz-Neuburg
Maria Zofia Izabela von Pflatz-Neumburg (ur. 6 sierpnia 1666, zm. 4 sierpnia 1699, w Lizbonie) – księżniczka-palatynka, królowa Portugalii.

## Życiorys
Rodzicami Marii Zofii byli: palatyn Filip Wilhelm, oraz jego żona Elżbieta Amalia Hessen-Darmstadt. Maria Zofia miała liczne rodzeństwo. Jej starszymi siostrami były m.in.: Eleonora Magdalena - cesarzowa rzymsko-niemiecka jako żona Leopolda I i Maria Anna - królowa Hiszpanii jako żona Karola II Habsburga. Jej młodszą siostrą była Jadwiga Elżbieta Sobieska - synowa króla Jana III Sobieskiego.
Maria Zofia w 1697 roku wyszła za mąż za króla Portugalii - Piotra II, wdowca po Marii Franciszce Sabaudzkiej. Tym samym otrzymała tytuł królowej Portugalii. Maria Zofia i Piotr II doczekali się siedmiorga dzieci:
- João - Jana (1688),
- Jana V Wielkodusznego, przyszłego króla,
- Francisco Xavier José António Bento Urbano (1691–1742),
- António Francisco Xavier José Bento Teodósio Leopoldo Henrique (1695–1757),
- Teresa Maria Francisca Xavier Josefa Leonor (1696–1704),
- Manuel José Francisco António Caetano Estevão Bartolomeu, znanego lepiej jako Don Emanuel (1697–1736),
- Francisca Josefa (1699–1736).

Maria Zofia zmarła w Lizbonie, prawdopodobnie na różę.